# バレーボールオーストリア男子代表
バレーボールオーストリア男子代表は、バレーボールの国際大会で編成されるオーストリアの男子バレーボールナショナルチームである。

## 歴史
1953年3月14日にオーストリアバレーボール連盟が設立され、同年国際バレーボール連盟へ加盟。第3回大会の1956年世界選手権に初出場を果たし、第5回大会の1962年世界選手権に出場した。欧州選手権には1950年代から1970年代にかけて5大会連続出場を果たした。
28年ぶりの出場となった自国開催の1999年欧州選手権を最後に主要国際大会の出場が途絶え、2000年代以降は世界選手権、欧州選手権ともに予選敗退が続いている。

## 過去の成績

### オリンピックの成績
- 出場なし

### 世界選手権の成績
- 1956年 - 20位
- 1962年 - 19位
- 1998年 - 欧州予選敗退
- 2002年 - 欧州予選敗退
- 2006年 - 欧州予選敗退
- 2010年 - 欧州予選敗退

### 欧州選手権の成績
| - 1955年 - 13位 - 1958年 - 18位 - 1963年 - 16位 - 1967年 - 19位 - 1971年 - 21位 - 1999年 - 8位 | - 2007年 - 予選敗退 - 2009年 - 予選敗退 - 2011年 - |  |